# Hertog Hendriklaan 3 (Baarn)
Villa Frida aan de Hertog Hendriklaan 3 is een gemeentelijk monument in Baarn in de provincie Utrecht. Het huis staat in het Wilhelminapark dat onderdeel is van  rijksbeschermd dorpsgezicht Prins Hendrikpark e.o.

## Oorsprong
De villa is in 1911 gebouwd. De eerste steen is op 10 mei 1911 gelegd door Anna Bertha Frieda Wöhrmann, oud vier en een half jaar. Het ontwerp van een villa is een eclectische stijlmengeling met overwegend elementen uit de neorenaissance en enkele elementen ontleend aan de jugendstil. De naam van de villa is in de jaren 50 van de twintigste eeuw van de voorgevel verwijderd.

## Bewoning
De villa werd in 1915 bewoond door de dames A.M en H.A.M. Bouvin. In 1957 eeuw is een gedeelte van het beboste perceel van nummer 3 verkaveld teneinde de bouw van de bungalow aan de Hertog Hendriklaan 3a te realiseren. Later is dit perceel vernummerd naar 5.
De villa is steeds particulier bewoond geweest.